# Грубый, Тимофей Емельянович
Тимофей Емельянович Грубый (30 мая 1912 — 21 июля 2005) — советский военнослужащий, участник Великой Отечественной войны, полный кавалер ордена Славы, командир пулемётного отделения 498-го отдельного пулемётно-артиллерийского батальона 54-го укреплённого района, 50-го стрелкового корпуса 40-й армии 2-го Украинского фронта, младший сержант. Один из полных кавалеров ордена Славы, награждённых в годы войны пятью орденами Славы.

## Биография
Родился 30 мая 1912 года в селе Савинцы в крестьянской семье. Украинец по национальности. Образование начальное. Работал столяром в колхозной мастерской, на строительстве консервного завода в городе Херсоне, на Николаевском судостроительном заводе.
Служил в пограничных войсках НКВД СССР в 1934-37 годах. На фронтах в Великой Отечественной войны с 23 марта 1944 года.
Орудийный мастер 498-го отдельного пулемётно-артиллерийского батальона красноармеец Тимофей Грубый 1 октября 1944 года в числе первых ворвался в расположение противника на важной в тактическом отношении высоте в районе семнадцати километров севернее румынского города Орадя, уничтожив двух гитлеровцев и одного взяв в плен.
Приказом по 50-му стрелковому корпусу № 0103/н от 30 ноября 1944 года красноармеец Грубый Тимофей Емельянович награждён орденом Славы 3-й степени (№ 225743).
26 октября 1944 года в бою за овладение городом Холмеу Грубый Тимофей Емельянович огнём из ручного пулемёта уничтожил расчёт станкового пулемёта противника.
Приказом по 40-й армии № 0155/н от 2 декабря 1944 года красноармеец Грубый Тимофей Емельянович награждён медалью «За отвагу».
В боях за овладение стратегически важной высотой 322.0 красноармеец Тимофей Грубый под огнём противника выдвинулся вперёд и огнём своего пулемёта подавил две огневые точки противника, уничтожив при этом 5 солдат противника. 2 декабря 1944 года был представлен к награждению орденом Красной Звезды.
Приказом по 40-й армии № 021/н от 23 января 1945 года Грубый Тимофей Емельянович награждён вторым орденом Славы 3-й степени (№ 316072, вручен в послевоенное время).
21-22 декабря 1944 года под ураганным огнём неприятеля командир пулемётного отделения 498-го отдельного пулемётно-артиллерийского батальона младший сержант Тимофей Грубый с группой бойцов прорвался на окраину населённого пункта Пидьяре, расположенного в 53-х километрах севернее венгерского города Мишкольца, и в течение двух дней, находясь во вражеском окружении, удерживал дом до подхода основных сил батальона.
Приказом по 40-й армии № 085/н от 4 апреля 1945 года младший сержант Грубый Тимофей Емельянович награждён орденом Славы 2-й степени.
В боях с 10 по 12 февраля 1945 года за село Мито младший сержант Грубый огнём своего пулемёта уничтожил одну пулемётную точку, офицера и пленил двух солдат противника.
Приказом по 40-й армии № 061/н от 14 марта 1945 года младший сержант Грубый Тимофей Емельянович награждён орденом Красной Звезды.
В марте 1945 года в боях у чехословацкого города Банска-Бистрица и деревни Любетово командир пулемётного отделения младший сержант Тимофей Грубый проявил отвагу и решительность. В Любетове смело сблизился с противником и в ближнем бою уничтожил ручной пулемёт и 6 солдат противника. В бою за город Банска-Бистрица первым ворвался на окраину и решительными действиями способствовал успешному продвижению вперёд своего взвода.
Приказом по 40-й армии № 0117/н от 15 мая 1945 года младший сержант Грубый Тимофей Емельянович награждён вторым орденом Славы 2-й степени. 
Командир пулемётного отделения 498-го отдельного пулемётно-артиллерийского батальона младший сержант Тимофей Грубый, действуя 22-25 марта 1945 года в составе подвижной группы, в числе первых преодолел реку Грон, подавил несколько огневых точек противника и истребил более десяти гитлеровцев.
Указом Президиума Верховного Совета СССР от 15 мая 1946 года за образцовое выполнение заданий командования в боях с немецко-фашистскими захватчиками младший сержант Грубый Тимофей Емельянович награждён орденом Славы 1-й степени. Стал полным кавалером ордена Славы.
В октябре 1945 года старшина Грубый Тимофей Емельянович демобилизован. Вернулся в родное село Савинцы. В послевоенные годы Тимофею Емельяновичу был вручён второй орден Славы 3-й степени, который не был своевременно вручён на фронте. До выхода на пенсию Тимофей Емельянович работал в колхозе плотником. Умер 21 июля 2005 года. Похоронен в родном селе.

## Награды
- Орден Славы 1-й степени (15.05.1946 № 922)
- Два ордена Славы 2-й степени (04.04.1945 № 19266 и 15.05.1945)
- Два ордена Славы 3-й степени (30.11.1944 № 225743 и 23.01.1945 № 316072)
- Орден Красной Звезды (14.03.1945)
- Орден Отечественной войны 1-й степени (11.03.1985)
- Медаль «За отвагу» (02.12.1944)
- Другие медали
- Орден Богдана Хмельницкого II степени (30.04.2005)[8]
- Орден Богдана Хмельницкого III степени (14.10.1999)